# Retour de l'année (Sporting News)
Ne pas confondre avec Retour de l'année (Ligue majeure de baseball).
Le prix du meilleur retour de l'année (The Sporting News Comeback Player of the Year Award) est un prix remis chaque année par le magazine sportif Sporting News aux joueurs de la Ligue majeure de baseball. Il est décerné depuis 1965 aux joueurs ayant le plus amélioré leurs performances en comparaison de la saison précédente. Il est aussi souvent remis à des athlètes ayant renoué avec la compétition après une blessure sérieuse ou après avoir combattu la maladie. Deux prix sont décernés chaque année : un pour un joueur de la Ligue nationale et un pour la Ligue américaine, qui sont les deux composantes de la MLB.
Ce prix n'est pas à confondre avec celui du retour de l'année (Major League Baseball Comeback Player of the Year Award) présenté depuis 2005 par la Ligue majeure de baseball elle-même.

## Liste complète des gagnants
Les nombres entre parenthèses indiquent les lauréats multiples.
|       | Ligue nationale      | Ligue nationale          | Ligue américaine    | Ligue américaine        |
| Année | Gagnant              | Équipe                   | Gagnant             | Équipe                  |
| ----- | -------------------- | ------------------------ | ------------------- | ----------------------- |
| 1965  | Vern Law             | Pirates de Pittsburgh    | Norm Cash           | Tigers de Détroit       |
| 1966  | Phil Regan           | Dodgers de Los Angeles   | Boog Powell         | Orioles de Baltimore    |
| 1967  | Mike McCormick       | Giants de San Francisco  | Dean Chance         | Twins du Minnesota      |
| 1968  | Alex Johnson         | Reds de Cincinnati       | Ken Harrelson       | Red Sox de Boston       |
| 1969  | Tommie Agee          | Mets de New York         | Tony Conigliaro     | Red Sox de Boston       |
| 1970  | Jim Hickman          | Cubs de Chicago          | Clyde Wright        | Angels de la Californie |
| 1971  | Al Downing           | Dodgers de Los Angeles   | Norm Cash (2)       | Tigers de Détroit       |
| 1972  | Bobby Tolan          | Reds de Cincinnati       | Luis Tiant          | Red Sox de Boston       |
| 1973  | Davey Johnson        | Braves d'Atlanta         | John Hiller         | Tigers de Détroit       |
| 1974  | Jimmy Wynn           | Dodgers de Los Angeles   | Ferguson Jenkins    | Rangers du Texas        |
| 1975  | Randy Jones          | Padres de San Diego      | Boog Powell (2)     | Indians de Cleveland    |
| 1976  | Tommy John           | Dodgers de Los Angeles   | Dock Ellis          | Yankees de New York     |
| 1977  | Willie McCovey       | Giants de San Francisco  | Eric Soderholm      | White Sox de Chicago    |
| 1978  | Willie Stargell      | Pirates de Pittsburgh    | Mike Caldwell       | Brewers de Milwaukee    |
| 1979  | Lou Brock            | Cardinals de Saint-Louis | Willie Horton       | Mariners de Seattle     |
| 1980  | Jerry Reuss          | Dodgers de Los Angeles   | Matt Keough         | Athletics d'Oakland     |
| 1981  | Bob Knepper          | Astros de Houston        | Richie Zisk         | Mariners de Seattle     |
| 1982  | Joe Morgan           | Giants de San Francisco  | Andre Thornton      | Indians de Cleveland    |
| 1983  | John Denny           | Phillies de Philadelphie | Alan Trammell       | Tigers de Détroit       |
| 1984  | Joaquín Andújar      | Cardinals de Saint-Louis | Dave Kingman        | Athletics d'Oakland     |
| 1985  | Rick Reuschel        | Pirates de Pittsburgh    | Gorman Thomas       | Mariners de Seattle     |
| 1986  | Ray Knight           | Mets de New York         | John Candelaria     | Angels de la Californie |
| 1987  | Rick Sutcliffe       | Cubs de Chicago          | Bret Saberhagen     | Royals de Kansas City   |
| 1988  | Tim Leary            | Dodgers de Los Angeles   | Storm Davis         | Athletics d'Oakland     |
| 1989  | Lonnie Smith         | Braves d'Atlanta         | Bert Blyleven       | Angels de la Californie |
| 1990  | John Tudor           | Cardinals de Saint-Louis | Dave Winfield       | Angels de la Californie |
| 1991  | Terry Pendleton      | Braves d'Atlanta         | José Guzmán         | Rangers du Texas        |
| 1992  | Gary Sheffield       | Padres de San Diego      | Rick Sutcliffe (2)  | Orioles de Baltimore    |
| 1993  | Andrés Galarraga     | Rockies du Colorado      | Bo Jackson          | White Sox de Chicago    |
| 1994  | Tim Wallach          | Dodgers de Los Angeles   | José Canseco        | Athletics d'Oakland     |
| 1995  | Ron Gant             | Reds de Cincinnati       | Tim Wakefield       | Red Sox de Boston       |
| 1996  | Eric Davis           | Reds de Cincinnati       | Kevin Elster        | Rangers du Texas        |
| 1997  | Darren Daulton       | Phillies de Philadelphie | David Justice       | Indians de Cleveland    |
| 1998  | Greg Vaughn          | Padres de San Diego      | Bret Saberhagen (2) | Red Sox de Boston       |
| 1999  | Rickey Henderson     | Mets de New York         | John Jaha           | Athletics d'Oakland     |
| 2000  | Andrés Galarraga (2) | Braves d'Atlanta         | Frank Thomas        | White Sox de Chicago    |
| 2001  | Matt Morris          | Cardinals de Saint-Louis | Rubén Sierra        | Rangers du Texas        |
| 2002  | Mike Lieberthal      | Phillies de Philadelphie | Tim Salmon          | Angels d'Anaheim        |
| 2003  | Javy López           | Braves d'Atlanta         | Gil Meche           | Mariners de Seattle     |
| 2004  | Chris Carpenter      | Cardinals de Saint-Louis | Paul Konerko        | White Sox de Chicago    |
| 2005  | Ken Griffey, Jr.     | Reds de Cincinnati       | Jason Giambi        | Yankees de New York     |
| 2006  | Nomar Garciaparra    | Dodgers de Los Angeles   | Jim Thome           | White Sox de Chicago    |
| 2007  | Dmitri Young         | Nationals de Washington  | Carlos Peña         | Devil Rays de Tampa Bay |
| 2008  | Fernando Tatis       | Mets de New York         | Cliff Lee           | Indians de Cleveland    |
| 2009  | Chris Carpenter (2)  | Cardinals de Saint-Louis | Aaron Hill          | Blue Jays de Toronto    |
| 2010  | Tim Hudson           | Braves d'Atlanta         | Vladimir Guerrero   | Rangers du Texas        |
| 2011  | Lance Berkman        | Cardinals de Saint-Louis | Jacoby Ellsbury     | Red Sox de Boston       |
| 2012  | Buster Posey         | Giants de San Francisco  | Adam Dunn           | White Sox de Chicago    |
| 2013  | Francisco Liriano    | Pirates de Pittsburgh    | Mariano Rivera      | Yankees de New York     |
| 2014  | Casey McGehee        | Marlins de Miami         | Chris Young         | Mariners de Seattle     |
| 2015  | Matt Harvey          | Mets de New York         | Prince Fielder      | Rangers du Texas        |
| 2016  | José Fernández       | Marlins de Miami         | Mark Trumbo         | Orioles de Baltimore    |

- Six joueurs ont remporté deux fois le prix : Andrés Galarraga et Chris Carpenter dans la Ligue nationale, Norm Cash, Boog Powell et Bret Saberhagen dans la Ligue américaine. Deux fois lauréat lui aussi, Rick Sutcliffe est le seul à l'avoir gagné dans chaque ligue.
- Depuis 2005, soit depuis que la Ligue majeure de baseball remet elle aussi un prix similaire, les lauréats annoncés par la ligue et par Sporting News ont toujours été identiques, à trois exceptions près : en 2008 le Sporting News choisit Fernando Tatis comme gagnant de la Nationale plutôt que Brad Lidge, en 2010 le magazine remet le prix à Vladimir Guerrero pendant que la MLB honore Francisco Liriano, et en 2012 la MLB choisit Fernando Rodney plutôt qu'Adam Dunn dans l'Américaine.
- En 2016, le prix est remis à titre posthume à José Fernández, décédé dans les derniers jours de la saison[1].